# Louis-Charles de Flers
Louis-Charles de La Motte-Ango, hrabia de Flers (ur. 12 czerwca 1754 w Paryżu, zm. 22 lipca 1794 tamże) – francuski generał, służył w armii Królestwa Francji, a  następnie w armii Republiki Francuskiej, w której – podczas wojny z pierwszą koalicją antyfrancuską – dosłużył się stopnia generała. Po służbie w austriackich Niderlandach, został mianowany dowódcą Armii Wschodnich Pirenejów. Jego armia poniosła szereg porażek w maju i czerwcu 1793 roku podczas wojny z Hiszpanami. Jednak udało mu się odwrócić złą passę i odnieść sukces w lipcu 1793, w czasie obronnej bitwy pod Perpignan. Wszechwładny komisarz Konwentu aresztował go w sierpniu 1793 roku z powodu błahego niepowodzenia i odesłał go do paryskiego aresztu. Komitet Ocalenia Publicznego skazał go na stracenie na gilotynie na mocy sfabrykowanych zarzutów u schyłku terroru jakobińskiego. Jedna z inskrypcji pod paryskim Łukiem Triumfalnym zawiera nazwisko de Flersa.

## Początki kariery
De Flers urodził się 12 czerwca 1754 roku w rodzinie szlacheckiej. W bardzo młodym wieku zaciągnął się do pułku kawalerii. Popierał idee rewolucji francuskiej. W roku 1791 został marszałkiem polowym. W roku 1792, na polecenie generała Charles’a Francois Dumourieza, de Flers założył obóz w Malude i w trakcie jego obrony został ciężko ranny. Po udanej rekonwalescencji, jeszcze w tym samym roku uczestniczył w inwazji na Belgię na stanowisku dowódcy dywizji.
6 listopada 1792 roku De Flers dowodził odwodami lewego skrzydła podczas bitwy pod Jemappes. Pod jego dowództwem walczyły dwa szwadrony Konnej Żandarmerii Narodowej oraz kilka batalionów grenadierów. Po francuskiej porażce w bitwie pod Neerwinden z 18 marca 1793 roku, de Flers dowodził odciętym przez wroga garnizonem w Bredzie. 3 kwietnia, po krótkim oblężeniu poddał miasto. Pozwolono mu z honorami opuścić miasto.

## Wojna w Pirenejach
14 maja generałowi dywizji de Flersowi powierzono dowodzenie nad Armią Wschodnich Pirenejów. Początek wojny w Pirenejach miał dla Francji niepomyślny przebieg. Hiszpańska Armia Katalońska pod dowództwem generała-kapitania Antonia Ricardosa zaatakowała Francję 17 kwietnia. Jej szeregi liczyły 4,5 tysiąca ludzi. Pierwszym sukcesem Hiszpanów było rozpędzenie 400-osobowego garnizonu w Saint-Laurent-de-Cerdans. Trzy dni później wojska Ricardosa uderzyły na Céret, którego broniło 1800 Francuzów. Obrońcy zostali pokonani, a ich straty wyniosły: 100 – 200 zabitych, rannych oraz zaginionych. Ponadto 200 żołnierzy utonęło w rzece Tech podczas próby ucieczki. Tymczasem w  oddziałach Ricardosa było tylko 17 rannych.
19 maja Ricardos na czele 7-tysięcznego oddziału przesunął się w stronę obozu de Flersa w Mas Deu. Znajdował się tam zespół średniowiecznych zabudowań wzniesionych przez templariuszy. W trakcie bitwy pod Mas Deu Francuzi stracili: 150 zabitych żołnierzy, 280 rannych. Poza tym stracili trzy armaty 6-funtowe, a także sześć wozów z amunicją. Po stronie hiszpańskiej było 34 zabitych oraz nieznana liczba rannych. De Flers wycofał się do twierdzy w Perpignan. Tam doszło do buntu jednego z batalionów Gwardii Narodowej, który za karę rozwiązano. Ricardos nie wyruszył w pościg za pokonanymi Francuzami. Zamiast tego zawrócił, by opanować Fort de Bellegarde.
Potężna forteca Bellegarde, położona ponad miasteczkiem Perthus, chroniła szlaku wiodącego przez Pireneje. Szlak znajdował się na wysokości 300 metrów i stanowił główne połączenie pomiędzy Barceloną i Perpignan. De Flers usiłował przyjść  garnizonowi twierdzy z odsieczą. Próbował m.in. dostarczyć obrońcom zapasy pod eskortą 3350 żołnierzy, którzy 29 maja  próbowali dotrzeć do twierdzy, przedzierając się przez linie wroga, oblegającego twierdzę. Działania de Flersa zakończyły się niepowodzeniem. W czasie gdy Hiszpanie byli zajęci oblężeniem Bellegarde, de Flers przepędził inne oddziały wroga z portu w Collioure. Oblężenie Bellegarde dobiegło końca 24 czerwca, gdy francuski garnizon skapitulował.
Po upadku Fort de Bellegarde, de Flers przystąpił do rekrutacji miejscowych rolników do swoich oddziałów. 3 lipca Ricardos przysłał do niego list, w którym wyraził sprzeciw wobec tych działań. Groził, że powiesi każdego cywila, który zostanie przyłapany z bronią. De Flers odpowiedział mu, że wszyscy Francuzi są żołnierzami, a jedynym mundurem, którym się wyróżniają jest trójkolorowa wstęga. Zagroził także Ricardosowi odwetem w przypadku, gdyby Hiszpanie zaczęli strzelać do ludności cywilnej. De Flers wpoił swoim rekrutom dyscyplinę wojskową tak, by byli w stanie walczyć z Hiszpanami na zbliżonych warunkach. Poza tym zlecił swoim ludziom zbudowanie fortyfikacji polowych wokół Perpignan. Z kolei przyłączonym do jego armii, doświadczonym artylerzystom z wybrzeża powierzył obsługę dział na nowo przygotowanych redutach. Poczynione przez de Flersa przygotowania przyniosły efekty, gdy Hiszpanie ponowili atak.
17 lipca de Flers na czele 12-tysięcznej armii odparł atak 15-tysięcznej armii Ricardosa w trakcie bitwy pod Perpignan. Bitwa ta została zwieńczona francuskim zwycięstwem. W różnych źródłach występują rozbieżności co do wielkości strat w obydwu armiach. Zdaniem historyka Digby'ego Smitha straty francuskie to 800 zabitych i rannych żołnierzy, a do tego – jedna armata przechwycona przez wroga. Według Smitha strona hiszpańska odnotowała tylko 31 zabitych, 131 rannych i trzech wziętych do niewoli żołnierzy. Kolejne źródło doceniło taktyczne dowództwo de Flersa i oszacowało hiszpańskie straty na 1000 ofiar. Podczas gdy Ricardos rozdzielił swoją armię na pięć kolumn w celu okrążenia Perpignan, de Flers skoncentrował swoje główne siły przeciwko trzeciej kolumnie wroga i rozbił ją. Gdy hiszpańska piąta kolumna zawróciła, by wesprzeć trzecią kolumnę, Francuzi rozgromili także i ją. Zaważyło to o zwycięstwie de Flersa. Trzecie źródło co prawda stwierdza, że bitwa zakończyła się sukcesem Francuzów, jednak nie podaje szczegółowych danych.

## Egzekucja
4 sierpnia 1793 roku siły hiszpańskie opanowały Villefranche-de-Conflent w regionie Cerdagne. Chociaż była to porażka o względnie niewielkim znaczeniu, komisarze Konwentu oskarżyli de Flersa o zdradę. Aresztowany, a następnie uwięziony w Paryżu de Flers stanął w następnym roku przed trybunałem rewolucyjnym. Sąd skazał go na śmierć za rzekome kontakty z wrogami państwa oraz udział w spisku w Więzieniu Luksemburskim. Jedno ze źródeł nazwało te oskarżenia „groteskowym pretekstem”. 22 lipca 1794 roku de Flers został stracony na gilotynie. Pięć dni później upadł rząd, a Maksymilian Robespierre oraz jego polityczni sojusznicy wkrótce podzielili los de Flersa. Nazwisko DEFLERS widnieje na 33 kolumnie paryskiego Łuku Triumfalnego.